# Eszperantó Wikipédia
Az eszperantó Wikipédia a Wikipédia eszperantó nyelven írt változata. Eszperantó neve Vikipedio en Esperanto vagy esperantlingva Vikipedio.
2012 februárjában több mint 160 000 szócikke volt. Ez a 27. legnagyobb, valamint a legnagyobb tervezett nyelven íródó Wikipédia, hosszú idő után ismét megelőzve a volapük Wikipédiát, amely jórészt automatikus robotprogramok által készített szócikk-kezdeményekből áll.

## Minőség
2012 februárjában több mint 230 kiemelt cikket (Elstaraj artikoloj) és 180 további minősített cikket tartalmazott. Az elhanyagolt cikkek javítására szolgál a hét együttműködése  (Kunlaboraĵo de la semajno). A hét cikke (Artikolo de la semajno) jó minőségű cikkeket vonultat fel a főoldalon. Az eszperantó Wikipédia közönsége gyakran vesz részt a hét fordítása nevű Meta-projektben. A Meta különböző mutatói szerint az eszperantó Wikipédia minőségben a 34., amiből nem hiányoznak a legfontosabb cikkek, de az átlagos cikk mérete kicsi.

## Az eszperantó Wikipédia és az eszperantó közösség
A nyelvtanulókon kívül anyanyelvi eszperantisták és a nyelv más tapasztalt ismerői vesznek részt benne. Legalább két szerkesztő tagja az Eszperantó Akadémiának.

## Mérföldkövek
- 2001. május 11. - elindul az oldal
- Jelenlegi szócikkek száma: 279 307 (2020. május 1.)

### Előzmények
Az Eszperantó Enciklopédiát (Enciklopedio de Esperanto, EdE) Ivan Gennagyjevics Sirjajev kezdeményezte, aki maga kétezer feljegyzést készített. 1933-ban bekövetkezett halála után a projekt Kökény Lajos és Bleier Vilmos szerkesztésében és számos munkatárs segítségével folytatódott, valósult meg. Kétkötetes kiadásban (A–J, K–Z) jelent meg Budapesten a Literatura Mondo kiadónál 1933 második felében. Az enciklopédia mintegy 2500 cikket tartalmaz, amelyeket feltöltöttek az Eszperantó Wikipédia szócikkei közé is, így az enciklopédia további bővítése már ezen folyik.

### Wikipédia-kézikönyv eszperantóul
Az eszperantó Wikipédia közönsége megalkotott és kiadott egy 40 oldalas Wikipédia-kézikönyvet Vikipedio - Praktika Manlibro címmel, ami online rendelhető, vagy megvásárolható a találkozókon. A kézikönyv a kezdő szerkesztőknek készült, és a szerkesztéshez ad tanácsokat, információkat. A könyvet Yves Nevelsteen, az E@I civil szervezet vezetőségi tagja írta 2006-ban (második kiadás: 2007).